# Niimi (Okayama)
Niimi (新見市 Niimi-shi?) es una ciudad localizada en la prefectura de Okayama, Japón. En junio de 2019 tenía una población estimada de 28.483 habitantes y una densidad de población de 35,9 personas por km². Su área total es de 793,29 km².

## Geografía

### Localidades circundantes
- Prefectura de Okayama
  - Maniwa
  - Shinjō
  - Takahashi
- Prefectura de Hiroshima
  - Shōbara
- Prefectura de Tottori
  - Hino
  - Nichinan

## Demografía
Según los datos del censo japonés, esta es la población de Niimi en los últimos años.
| Año del censo | Población |
| ------------- | --------- |
| 1995          | 39.891    |
| 2000          | 38.492    |
| 2005          | 36.073    |
| 2010          | 33.870    |
| 2015          | 30.658    |